# Piłka siatkowa na Światowych Wojskowych Igrzyskach Sportowych 2003 – turniej halowy mężczyzn
Turniej piłki siatkowej mężczyzn na 3. Światowych Wojskowych Igrzyskach Sportowych, który odbył się we włoskiej Katanii w dniach 4–10 grudnia 2003 roku podczas światowych igrzysk wojskowych.
Zawody były równocześnie traktowane jako XXV Wojskowe Mistrzostwa Świata w siatkówce.

## Uczestnicy
Do zawodów zgłoszonych zostało 13 reprezentacji narodowych (156 zawodników). 

- Belgia
- Brazylia
- Chiny
- Cypr
- Holandia
- Kamerun
- Kanada
- Korea Południowa
- Maroko
- Pakistan
- Rumunia
- Stany Zjednoczone
- Włochy

## Medaliści
| Złoto    | Srebro  | Brąz               |
| Włochy · | Chiny · | Korea Południowa · |

## System rozgrywek

### Faza grupowa
W turnieju brało udział łącznie trzynaście męskich reprezentacji, które zostało podzielone na cztery grupy (A, B, C, D). Każda drużyna grała ze wszystkimi innymi drużynami w grupie tzw systemem kołowym (tj. każdy z każdym, po jednym meczu). Dwie pierwsze z każdej grupy awansowały do półfinałów. Przegrani grali w turnieju pocieszenia o miejsca 9-13.
Podział na grupy
| Grupa A                                          | Grupa B               | Grupa C                 | Grupa D               |
| ------------------------------------------------ | --------------------- | ----------------------- | --------------------- |
| Belgia Korea Południowa Maroko Stany Zjednoczone | Chiny Kanada Pakistan | Kamerun Holandia Włochy | Brazylia Cypr Rumunia |

### Faza półfinałowa
Do rywalizacji przystąpiło 8 drużyn wyłonionych w fazie grupowej, które zostały podzielone na dwie grupy (1., 2.). W każdej z nich zmagania toczyły się systemem kołowym (tj. każdy z każdym, po jednym meczu). Zmagania w grupach toczyły się o tzw rozstawienie w fazie pucharowej. Od tej fazy pojedynki przeprowadzone były systemem pucharowym. Zwycięzcy grup grali o złoty medal, z drugich miejsc o medal brązowy, z trzecich o miejsce piąte, itd.
W turnieju pocieszenia grano o miejsca 9–13 w jednej grupie systemem kołowym. O kolejności miejsc decydowała: 1. liczba zdobytych punktów; 2. wygrany mecz bezpośredni.

## Faza grupowa
Legenda
|  | Awans do fazy półfinałowej. |  | Mecze o miejsca 9–13. |

### Grupa A
z grupy A do fazy półfinałowej awansowały dwa pierwsze zespoły
| Lp. | Drużyna           | Pkt | Mecze | Mecze | Mecze | Sety | Sety | Sety  | Małe punkty | Małe punkty | Małe punkty |
| Lp. | Drużyna           | Pkt | M     | W     | P     | wyg. | prz. | ratio | zdob.       | str.        | ratio       |
| --- | ----------------- | --- | ----- | ----- | ----- | ---- | ---- | ----- | ----------- | ----------- | ----------- |
| 1   | Korea Południowa  | 6   | 3     | 3     | 0     | 9    | 0    | MAX   | 0           | 0           | MAX         |
| 2   | Maroko            | 5   | 3     | 2     | 1     | 6    | 4    | 1.500 | 0           | 0           | MAX         |
| 3   | Stany Zjednoczone | 4   | 3     | 1     | 2     | 4    | 7    | 0.571 | 0           | 0           | MAX         |
| 4   | Belgia            | 3   | 3     | 0     | 3     | 1    | 9    | 0.111 | 0           | 0           | MAX         |

Źródło: 
Zasady ustalania kolejności: .
Punktacja: zwycięstwo – 2 pkt; porażka – 1 pkt
Wyniki spotkań
|  | Korea Południowa | 3:0 | Belgia |

|  | Stany Zjednoczone | 1:3 | Maroko |

|  | Korea Południowa | 3:0 | Stany Zjednoczone |

|  | Belgia | 0:3 | Maroko |

|  | Korea Południowa | 3:0 | Maroko |

|  | Belgia | 1:3 | Stany Zjednoczone |

### Grupa B
z grupy B do fazy półfinałowej awansowały dwa pierwsze zespoły
| Lp. | Drużyna  | Pkt | Mecze | Mecze | Mecze | Sety | Sety | Sety  | Małe punkty | Małe punkty | Małe punkty |
| Lp. | Drużyna  | Pkt | M     | W     | P     | wyg. | prz. | ratio | zdob.       | str.        | ratio       |
| --- | -------- | --- | ----- | ----- | ----- | ---- | ---- | ----- | ----------- | ----------- | ----------- |
| 1   | Chiny    | 4   | 2     | 2     | 0     | 6    | 3    | 2.000 | 0           | 0           | MAX         |
| 2   | Pakistan | 3   | 2     | 1     | 1     | 5    | 3    | 1.667 | 0           | 0           | MAX         |
| 3   | Kanada   | 2   | 2     | 0     | 2     | 1    | 6    | 0.167 | 0           | 0           | MAX         |

Źródło: 
Zasady ustalania kolejności: .
Punktacja: zwycięstwo – 2 pkt; porażka – 1 pkt
Wyniki spotkań
|  | Chiny | 3:2 | Pakistan |

|  | Chiny | 3:1 | Kanada |

|  | Pakistan | 3:0 | Kanada |

### Grupa C
z grupy C do fazy półfinałowej awansowały dwa pierwsze zespoły
| Lp. | Drużyna  | Pkt | Mecze | Mecze | Mecze | Sety | Sety | Sety  | Małe punkty | Małe punkty | Małe punkty |
| Lp. | Drużyna  | Pkt | M     | W     | P     | wyg. | prz. | ratio | zdob.       | str.        | ratio       |
| --- | -------- | --- | ----- | ----- | ----- | ---- | ---- | ----- | ----------- | ----------- | ----------- |
| 1   | Włochy   | 4   | 2     | 2     | 0     | 6    | 2    | 3.000 | 0           | 0           | MAX         |
| 2   | Kamerun  | 3   | 2     | 1     | 1     | 4    | 3    | 1.333 | 0           | 0           | MAX         |
| 3   | Holandia | 2   | 2     | 0     | 2     | 1    | 6    | 0.167 | 0           | 0           | MAX         |

Źródło: 
Zasady ustalania kolejności: .
Punktacja: zwycięstwo – 2 pkt; porażka – 1 pkt
Wyniki spotkań
|  | Włochy | 3:1 | Holandia |

|  | Włochy | 3:1 | Kamerun |

|  | Holandia | 0:3 | Kamerun |

### Grupa D
z grupy D do fazy półfinałowej awansowały dwa pierwsze zespoły
| Lp. | Drużyna  | Pkt | Mecze | Mecze | Mecze | Sety | Sety | Sety  | Małe punkty | Małe punkty | Małe punkty |
| Lp. | Drużyna  | Pkt | M     | W     | P     | wyg. | prz. | ratio | zdob.       | str.        | ratio       |
| --- | -------- | --- | ----- | ----- | ----- | ---- | ---- | ----- | ----------- | ----------- | ----------- |
| 1   | Brazylia | 4   | 2     | 2     | 0     | 6    | 1    | 6.000 | 0           | 0           | MAX         |
| 2   | Rumunia  | 3   | 2     | 1     | 1     | 3    | 3    | 1.000 | 0           | 0           | MAX         |
| 3   | Cypr     | 2   | 2     | 0     | 2     | 1    | 6    | 0.167 | 0           | 0           | MAX         |

Źródło: 
Zasady ustalania kolejności: .
Punktacja: zwycięstwo – 2 pkt; porażka – 1 pkt
Wyniki spotkań
|  | Brazylia | 3:0 | Rumunia |

|  | Brazylia | 3:1 | Cypr |

|  | Rumunia | 3:0 | Cypr |

## Faza półfinałowa

### Mecze o rozstawienie drużyn 1–8
Podział na grupy
| Grupa 1.  | Grupa 1.         |
| wg klucza | Reprezentacja    |
| --------- | ---------------- |
| A 1       | Korea Południowa |
| B 2       | Pakistan         |
| C 1       | Włochy           |
| D 2       | Rumunia          |

| Grupa 2.  | Grupa 2.      |
| wg klucza | Reprezentacja |
| --------- | ------------- |
| A 2       | Maroko        |
| B 1       | Chiny         |
| C 2       | Kamerun       |
| D 1       | Brazylia      |

Zwycięzcy grup (1., 2.) grali o złoty medal, z drugich miejsc o medal brązowy, z trzecich o 5. miejsce itd.

#### Grupa 1.
Tabela
| Lp. | Drużyna          | Pkt | Mecze | Mecze | Mecze | Sety | Sety | Sety  | Małe punkty | Małe punkty | Małe punkty |
| Lp. | Drużyna          | Pkt | M     | W     | P     | wyg. | prz. | ratio | zdob.       | str.        | ratio       |
| --- | ---------------- | --- | ----- | ----- | ----- | ---- | ---- | ----- | ----------- | ----------- | ----------- |
| 1   | Włochy           | 6   | 3     | 3     | 0     | 9    | 3    | 3.000 | 0           | 0           | MAX         |
| 2   | Korea Południowa | 5   | 3     | 2     | 1     | 8    | 3    | 2.667 | 0           | 0           | MAX         |
| 3   | Rumunia          | 4   | 3     | 1     | 2     | 4    | 6    | 0.667 | 0           | 0           | MAX         |
| 4   | Pakistan         | 3   | 3     | 0     | 3     | 0    | 9    | 0.000 | 0           | 0           | MAX         |

Źródło: 
Zasady ustalania kolejności: .
Punktacja: zwycięstwo – 2 pkt; porażka – 1 pkt
Wyniki spotkań
|  | Korea Południowa | 3:0 | Pakistan |

|  | Włochy | 3:1 | Rumunia |

|  | Rumunia | 3:0 | Pakistan |

|  | Włochy | 3:2 | Korea Południowa |

|  | Włochy | 3:0 | Pakistan |

|  | Korea Południowa | 3:0 | Rumunia |

#### Grupa 2.
Tabela
| Lp. | Drużyna  | Pkt | Mecze | Mecze | Mecze | Sety | Sety | Sety  | Małe punkty | Małe punkty | Małe punkty |
| Lp. | Drużyna  | Pkt | M     | W     | P     | wyg. | prz. | ratio | zdob.       | str.        | ratio       |
| --- | -------- | --- | ----- | ----- | ----- | ---- | ---- | ----- | ----------- | ----------- | ----------- |
| 1   | Chiny    | 5   | 3     | 2     | 1     | 6    | 4    | 1.500 | 0           | 0           | MAX         |
| 2   | Kamerun  | 5   | 3     | 2     | 1     | 7    | 5    | 1.400 | 0           | 0           | MAX         |
| 3   | Brazylia | 4   | 3     | 1     | 2     | 5    | 6    | 0.833 | 0           | 0           | MAX         |
| 4   | Maroko   | 4   | 3     | 1     | 2     | 3    | 6    | 0.500 | 0           | 0           | MAX         |

Źródło: 
Zasady ustalania kolejności: .
Punktacja: zwycięstwo – 2 pkt; porażka – 1 pkt
Wyniki spotkań
|  | Maroko | 3:0 | Chiny |

|  | Kamerun | 3:2 | Brazylia |

|  | Chiny | 3:0 | Brazylia |

|  | Kamerun | 3:0 | Maroko |

|  | Chiny | 3:1 | Kamerun |

|  | Brazylia | 3:0 | Maroko |

### Mecze o miejsca 9–13
Tabela
Zasady ustalania kolejności: 1. liczba zdobytych punktów; 2. wygrany mecz bezpośredni
Punktacja: zwycięstwo - 2 pkt; porażka - 1 pkt
| Lp. | Drużyna           | Pkt | Mecze | Mecze | Mecze | Sety | Sety |
| Lp. | Drużyna           | Pkt | M     | W     | P     | wyg. | prz. |
| --- | ----------------- | --- | ----- | ----- | ----- | ---- | ---- |
| 9.  | Kanada            | 7   | 4     | 3     | 1     | 11   | 4    |
| 10. | Cypr              | 7   | 4     | 3     | 1     | 9    | 6    |
| 11. | Holandia          | 6   | 4     | 2     | 2     | 7    | 8    |
| 12. | Belgia            | 5   | 4     | 1     | 3     | 4    | 11   |
| 13. | Stany Zjednoczone | 5   | 4     | 1     | 3     | 9    | 11   |

Wyniki spotkań
|  | Cypr | 3:1 | Holandia |

|  | Stany Zjednoczone | 3:2 | Kanada |

|  | Holandia | 3:0 | Belgia |

|  | Kanada | 3:1 | Belgia |

|  | Holandia | 3:2 | Stany Zjednoczone |

|  | Cypr | 3:0 | Belgia |

|  | Belgia | 3:2 | Stany Zjednoczone |

|  | Kanada | 3:0 | Cypr |

|  | Cypr | 3:2 | Stany Zjednoczone |

|  | Kanada | 3:0 | Holandia |

## Faza pucharowa

### Mecz o złoty medal
10 grudnia 2003(dts)
| Włochy | 3–1 (25:21, 26:28, 25:21, 25:20) | Chiny |

### Mecz o brązowy medal
10 grudnia 2003(dts) 
| Korea Południowa | 3–1 (25:15, 23:25, 25:18, 25:20) | Kamerun |

### Mecz o 5. miejsce
| Rumunia | 3–1 (20:25, 25:16, 25:22, 25:21) | Brazylia |

### Mecz o 7. miejsce
| Pakistan | 3–0 (25:19, 25:21, 25:14) | Maroko |

## Klasyfikacja końcowa
* Organizator zawodów został zaznaczony tym kolorem.
| złoto                          | Włochy *          |
| srebro                         | Chiny             |
| brąz                           | Korea Południowa  |
| 4.                             | Kamerun           |
| 5.                             | Rumunia           |
| 6.                             | Brazylia          |
| 7.                             | Pakistan          |
| 8.                             | Maroko            |
| Wyeliminowane w fazie grupowej |                   |
| 9.                             | Kanada            |
| 10.                            | Cypr              |
| 11.                            | Holandia          |
| 12.                            | Belgia            |
| 13.                            | Stany Zjednoczone |

Źródło: